# Oppositiepartij (Hongarije)

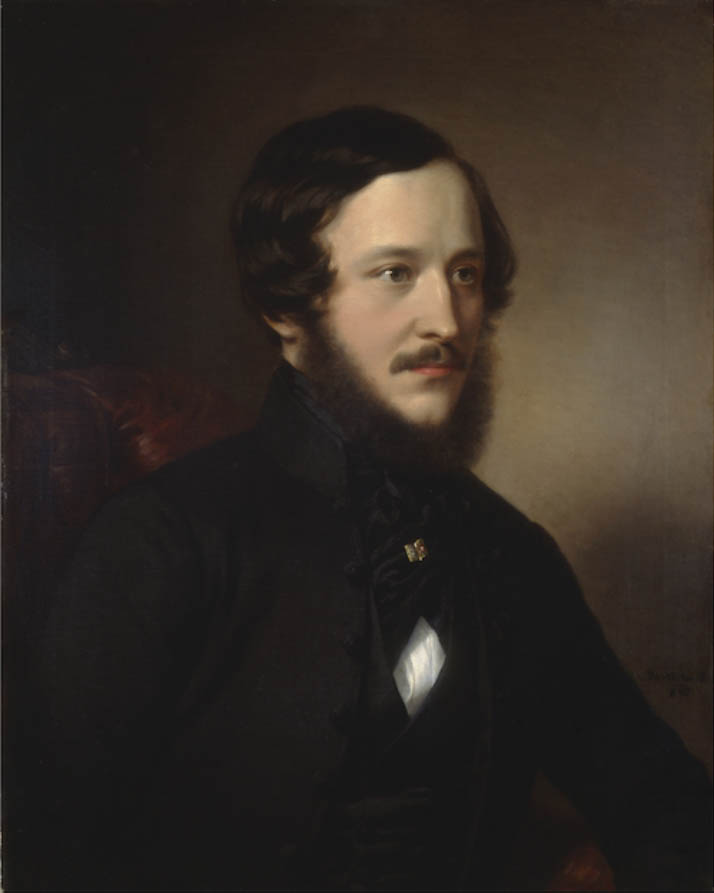
József Eötvös

De Oppositiepartij (Hongaars: Ellenzéki Párt) was een politieke partij in Hongarije, die bestond van 1847 tot 1849.

## Geschiedenis
Tijdens de periode van het Hongaars nationaal reveil in de eerste helft van de 19e eeuw, ontstonden verschillende oppositiekringen. Uit een van deze kringen ontstond de Oppositiepartij. Bij de landdagverkiezingen van 1847 was er dan ook effectief nood aan de oprichting van een politieke structuur. De Conservatieve Partij was in 1846 immers opgericht door Habsburg-getrouwe en Oostenrijksgezinde leden van de Hongaarse landdag. Dit was dan ook de aanleiding voor de oprichting van de Oppositiepartij door leden uit het politieke centrum, onder leiding van József Eötvös. Op 15 maart 1847 werd de partij officieel opgericht met graaf Lajos Batthyány als voorzitter. De nieuwe partij genoot de aanhang van onder andere Lajos Kossuth, Sándor Petőfi en Ferenc Deák.
Tijdens de Hongaarse Revolutie van 1848, die zich kantte tegen het Oostenrijkse gezag, kwam de Oppositiepartij effectief aan de macht. De regering-Batthyány was de eerste regering in de geschiedenis van Hongarije, en bestond naast premier Batthyány uit vijf leden van de Oppositiepartij. In de loop van de revolutie kende de partij een groeiend spanningsveld tussen haar gematigde vleugel en een radicalere vleugel met onder anderen László Teleki, Pál Nyáry en László Madarász. In 1849 ging de Conservatieve Partij uiteindelijk op in de Oppositiepartij.
Nadat de Hongaren zich hadden overgave bij Világos en het passief verzet dat volgde op de brutale Oostenrijkse repressie, viel de Oppositiepartij uiteen in verschillende stromingen. Zo stonden Ferenc Deák en József Eötvös achter een compromis met de Oostenrijkers, terwijl Lajos Kossuth en zijn aanhangers volledige Hongaarse onafhankelijkheid eisten. Uiteindelijk richtten de aanhangers van Deák de Aansprekingspartij op en werd in 1861 de Resolutiepartij opgericht door de aanhangers van Kossuth.

## Vooraanstaande leden
- Lajos Batthyány, premier van Hongarije
- Lajos Kossuth,  premier van Hongarije
- Károly Andrássy
- Pál Almásy, voorzitter van het Huis van Afgevaardigden
- József Bajza, Hongaars dichter
- Kázmér Batthyány, minister van Buitenlandse Zaken
- László Csány, minister van Openbare Werken en Transport
- Ferenc Deák, Hongaars staatsman, minister van Justitie, oprichter van de Aansprekingspartij en de Deák-partij
- Menyhért Lónyay, premier van Hongarije
- Gábor Klauzál, minister van Landbouw, Nijverheid en Handel
- István Gorove, minister van Landbouw, Nijverheid en Handel, later minister van Openbare Werken en Transport, leider van de Liberale Partij
- László Palóczy, voorzitter van het Huis van Afgevaardigden
- Zsigmond Perényi, voorzitter van het Magnatenhuis
- Sándor Petőfi, Hongaars dichter
- Ferenc Pulszky
- Bertalan Szemere, Hongaars dichter, premier van Hongarije
- László Teleki, latere leider van de Resolutiepartij
- Ágoston Trefort, minister van Godsdienst en Onderwijs, voorzitter van de Hongaarse Academie van Wetenschappen
- Mihály Vörösmarty, Hongaars dichter
- Sebő Vukovics